# Striato
Lo striato o corpo striato (in latino corpus striatum), detto anche nucleo della base e nucleo caudale, è una componente sottocorticale del telencefalo. È la stazione di input più importante del sistema dei nuclei della base, che comprendono anche la pars reticulata della substantia nigra e il subtalamo.
Esso è un voluminoso insieme di nuclei che deve il nome alla sua particolare organizzazione strutturale: esso è infatti composto da un'alternanza di formazioni grigie intersecate da fasci di sostanza bianca, che conferiscono alla struttura quel particolare aspetto "striato". Il corpo striato viene anatomicamente assegnato al lobo frontale.

## Storia
Nel diciassettesimo e nel diciottesimo secolo il termine "corpus striatum" designava molti elementi degli emisferi profondi e infracorticali. In seguito, la nomenclatura venne semplificata proponendo il termine "striato" per tutti gli elementi costruiti da elementi striatali: il caudato, il putamen e il fundus striati, la porzione ventrale che collega le due precedenti ventralmente alla parte inferiore della capsula interna. Il termine "neostriato" fu coniato dagli anatomisti comparativi che paragonarono le strutture subcorticali dei vertebrati: pensavano infatti che si trattasse di una nuova sezione del "corpus striatum". In passato per "gangli della base" si intendevano, oltre al corpo striato e alle strutture diencefaliche e mesencefaliche ad esso associate, anche il claustro e l'amigdala.
Ritenendo inoltre che il putamen e il globo pallido costituissero un'unica unità funzionale queste due strutture venivano chiamate nel complesso nucleo lenticolare o nucleo lentiforme, terminologia che stenta ad essere abbandonata quando ora appare chiaro che il putamen è maggiormente correlato al nucleo caudato. L'insieme del putamen e del nucleo caudato viene invece denominato corpo striato oppure neostriato mentre per "paleostriato" oggi si intende semplicemente il globo pallido. Correntemente si semplifica considerando gangli della base il nucleo caudato, il putamen, il globo pallido, il subtalamo e la pars reticulata della substantia nigra. Si considera "corpo striato" l'insieme del nucleo caudato e del putamen.

## Anatomia

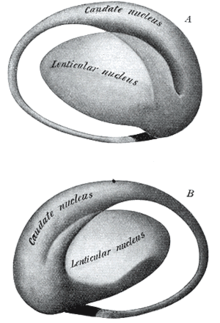
La struttura del nucleo della base è quella di un "girino": la testa del girino è data dal nucleo lenticolare, il corpo e la coda dal nucleo caudato. Questa immagine è tratta dall'Anatomia del Gray

Il corpo striato è costituito dal nucleo lenticolare (putamen e globo pallido), nucleo caudato e nucleo accumbens septi. Il corpo striato insieme alla sostanza nera e al nucleo subtalamico di Luys costituiscono nel complesso i gangli (o nuclei) della base.

### Nucleo lenticolare
Il nucleo lenticolare si divide in tre parti: la parte più esterna è detta putamen, la parte interna è il globus pallidus, può essere poi suddiviso in due ulteriori sezioni per l'interposizione di una seconda lamina bianca, detta lamina midollare mediale, che individua un pallido esterno ed un pallido interno, e lateralmente a questo vi è una sottile striscia grigia detta claustro.

### Nucleo caudato
Il nucleo caudato è una struttura ricurva che viene solitamente descritta come simile alla forma del corno di un ariete. Esso ha la forma di una grossa virgola a direzione sagittale che contorna il margine superiore del talamo, da cui è separato per mezzo del solco optostriato. Esso si dispone a ricoprire la capsula interna, di cui forma il limite superiore. In esso si possono distinguere:
- una testa arrotondata, che costituisce l'estremità anteriore del nucleo e che, seguendo il decorso dei due talami, in avanti converge fin quasi a toccare la sua corrispondente dell'altro emisfero, da cui rimane separata solo per l'interposizione del setto pellucido. La testa è voluminosa e costituisce parte del pavimento e la porzione più anteriore della parete laterale dei corni anteriori di ciascun ventricolo laterale.
- un corpo allungato, che sormonta il talamo per tutta la sua lunghezza
- una coda, che curva sotto la capsula interna e scende dapprima inferiormente poi curva antero-lateralmente terminando con una struttura tondeggiante, l'amigdala.

### Substantia nigra
Divisa in una parte reticolata ed una compatta.

### Subtalamo
Lo striato dorsale è costituito da una massa larga e continua; esso è un'unica struttura, separata topograficamente dalla capsula interna nel nucleo caudato medialmente, dal putamen lateralmente e dal fundus striati in basso (quest'ultimo collega ventralmente i due precedenti). Lo striato è omogeneo quanto alle componenti neuronali: è costituito da quattro tipi neuronali: neuroni acantodendritici: neuroni spinati relativamente prossimi ai neuroni piramidali della corteccia in virtù di spine, che costituiscono il 96% dello striato; neuroni leptodendritici (o di Deiter): neuroni con una arborizzazione larga, scarsamente biforcata, che sembrano i neuroni pallidonigrali (2%); interneuroni colinergici: morfologicamente diversi da quelli distinguibili nei roditori, nei primati sono neuroni tonicamente attivi. Questi neuroni interrompono il firing in concomitanza di situazioni comportamentali salienti e di eventi correlati ad un premio (1%); interneuroni GABAergici che esprimono parvalbumina: caratterizzati da uno spiking rapido, esprimono i recettori per la dopamina; interneuroni GABAergici che esprimono calretinina; interneuroni GABAergici che esprimono somatostatina: hanno una soglia di spiking bassa, esprimono i recettori per la dopamina.

## Organizzazione
Lo striato è organizzato spazialmente in base a numerosi livelli.

### Suddivisioni anatomiche e territori
Lo striato dorsale è un'entità singola, chiusa e continua, con una topologia torica. Le suddivisioni anatomiche distinguibili dello striato dorsale (nucleo caudato e putamen), dovuta essenzialmente alla capsula interna, non sono completamente sovrapponibili alle suddivisioni anatomofunzionali attualmente accettabili. La distribuzione selettiva delle arborizzazioni assonali terminali delle fonti corticali differenzia lo striato sensorimotore, soprattutto del putamen ma localizzato nella sua parte dorsale e nella parte lateroinferiore del caudato. Gran parte del volume di quanto rimane (fondamentalmente caudato) forma lo striato associativo, e riceve dalle terminazioni assonali della corteccia frontale, parietale e temporale. La separazione tra questi due territori è piuttosto evidente, ed è evidente a seguito di immunochimica contro la calbindina. Una terza entità, la più inferomediale, solleva più problemi in quanto non c'è un accordo generale riguardo ai suoi limiti con lo striato associativo. Lo striato ventrale è chiaramente delineato dal territorio subicolare, corrispondente al tubercolo olfattorio e al nucleo accumbens (il quale non è un nucleo ed è una componente striatale costituita da elementi striatali).

### Compartimenti
La caratterizzazione immunocitochimica (in particolare, contro l'acetilcolinesterasi) distingue compartimenti differenziati, chiamati "striosomi", e una matrice nella quale i "matrisomi" sono talvolta differenziati.

## Connessioni afferenti
L'afferenza quantitativamente più rappresentata per assoni è la connessione corticostriatale. Molte parti della neocorteccia innervano lo striato dorsale. I neuroni corticali piramidali che proiettano allo striato sono localizzati nel quinto strato. Essi terminano principalmente sui neuroni spinati. Sono glutamatergici ed eccitano i neuroni striatali.
Un'altra afferenza ben nota è quella nigrostriatale, che parte dai neuroni della pars compacta della substantia nigra. A differenza delle sinapsi degli assoni corticali (che sinaptano principalmente sulle spine dei neuroni spinati), gli assoni della substantia nigra sinaptano principalmente sulle basi delle spine.  Le afferenze talamostriatali, che nei primati arrivano principalmente dalla regione centrale (il complesso centromediano parafascicolare), sono glutamatergiche. La partecipazione dei neuroni veramente intralaminari è molto più limitata. Lo striato riceve afferenze da altri elementi dei gangli basali quali il nucleo subtalamico (glutamatergico) e del globo pallido esterno (GABAergico).

## Obiettivi
L'obiettivo principale dello striato è la porzione pallidonigrale. Il nocciolo dei gangli della base è costituito dallo striato e dai suoi obiettivi diretti attraverso il fascio striato-pallidonigrale. Questo fascio è molto denso, costituito da assoni scarsamente mielinizzati che danno un aspetto biancastro al sistema. Questo comprende nell'ordine l'esterno del globo pallido (GPe), l'interno del globo pallido (GPi), la pars compacta della substantia nigra (SNc) e la pars reticulata della substantia nigra (SNr).
Il complesso è fatto dallo stesso tipo di neuroni, che sono inibiti dalle sinapsi GABAergiche dello striato dorsale.
Nessuno tra questi obiettivi invia assoni fuori del sistema.

## Funzioni
I recettori metabotropici della dopamina sono presenti sui neuroni spinati e sulle terminazioni assonali corticali. Le cascate dei secondi messaggeri indotte da questi recettori possono modulare le funzioni pre- e postsinaptiche, sia a breve termine che a lungo termine. Lo striato è noto per il suo ruolo nella pianificazione e nella modulazione dei movimenti ma è coinvolto in una varietà di processi cognitivi che coinvolgono la funzione esecutiva.
Nell'uomo, lo striato è attivato da stimoli associati alla ricompensa, ma anche stimoli da avversione, nuovi, inattesi o intensi. Recenti prove della fMRI suggerirebbero una proprietà comune agli stimoli che fanno reagire lo striato: l'importanza sotto la condizione della presentazione.

## Patologia
La malattia di Parkinson è imputabile ad una perdita di innervazione dopaminergica, a causa di degenerazione dei neuroni dopaminergici della substantia nigra allo striato (e ad altri gangli della base): la lesione dello striato è altresì coinvolta nella malattia di Huntington, nelle coreoatetosi e nelle discinesie.